# Marussia MR01
El Marussia MR01 es un monoplaza de Fórmula 1 diseñado por Nick Wirth para el equipo Marussia para la temporada 2012. Es pilotado por Timo Glock y Charles Pic.
Tras sufrir un retraso por no superar los crash test, el coche fue presentado en Silverstone mediante un evento promocional el 5 de marzo de 2012.

## Resultados
(Clave) (negrita indica pole position) (cursiva indica vuelta rápida)
| Año     | Motor                  | Neu. | N.º | Pilotos     | 1   | 2   | 3   | 4   | 5   | 6   | 7   | 8   | 9   | 10  | 11  | 12  | 13  | 14  | 15  | 16  | 17  | 18  | 19  | 20  | Puntos | Pos. |
| ------- | ---------------------- | ---- | --- | ----------- | --- | --- | --- | --- | --- | --- | --- | --- | --- | --- | --- | --- | --- | --- | --- | --- | --- | --- | --- | --- | ------ | ---- |
| 2012    | Cosworth CA2012 2.4 V8 | P    |     |             | AUS | MYS | CHN | BHR | ESP | MON | CAN | EUR | GBR | GER | HUN | BEL | ITA | SIN | JPN | RCO | IND | ABU | USA | BRA | 0      | 11.º |
| 2012    | Cosworth CA2012 2.4 V8 | P    | 24  | Timo Glock  | 14  | 17  | 19  | 19  | 18  | 14  | Ret | DNS | 18  | 22  | 21  | 15  | 17  | 12  | 16  | 18  | 20  | 14  | 19  | 16  | 0      | 11.º |
| 2012    | Cosworth CA2012 2.4 V8 | P    | 25  | Charles Pic | 15† | 20  | 20  | Ret | Ret | Ret | 20  | 15  | 19  | 20  | 20  | 16  | 16  | 16  | Ret | 19  | 19  | Ret | 20  | 12  | 0      | 11.º |
| Fuente: |                        |      |     |             |     |     |     |     |     |     |     |     |     |     |     |     |     |     |     |     |     |     |     |     |        |      |